# Silvia Rinaldi
Silvia Rinaldi (Roma, 22 de abril de 1977) es una deportista italiana que compitió en esgrima, especialista en la modalidad de espada. Ganó una medalla de bronce en el Campeonato Europeo de Esgrima de 2003, en la prueba por equipos.

## Palmarés internacional
| Campeonato Europeo | Campeonato Europeo | Campeonato Europeo | Campeonato Europeo |
| Año                | Lugar              | Medalla            | Prueba             |
| ------------------ | ------------------ | ------------------ | ------------------ |
| 2003               | Bourges (Francia)  | Medalla de bronce  | Espada por equipos |